# Бурдонк
Бурдонк (нід. Boerdonk) — село в нідерландській провінції Північний Брабант. Входить до муніципалітету Меєрейстад.
Його площа становить 0,71 км², а населення станом на 2021 рік складало 1 435 осіб.
Перша згадка про населений пункт датується 1311 роком.